# Foot of the Mountain
Foot of the Mountain (englisch für „Fuß des Berges“) ist das neunte Studio-Album der norwegischen Pop-Rockband a-ha. Es war das letzte Album vor der zwischenzeitlichen Auflösung der Band. Es erschien am 12. Juni 2009 und erreichte auf Anhieb Platz 1 der deutschen Album-Charts. Außerdem stieg es auf Platz 5 in Großbritannien ein, der höchsten Platzierung in den britischen Albumcharts seit 1988 mit Stay on These Roads. Nachdem die Band auch 25 Jahre nach ihrer Hitsingle Take On Me Erfolge verbuchen konnte, beschlossen Harket, Waaktaar-Savoy und Furuholmen, die Band mit dem Abschluss ihrer Abschiedstournee im Dezember 2010 mit einem Konzert in der Spektrum-Arena in Oslo aufzulösen.

## Hintergrund
Die Produktion des Albums begann schon 2006 kurz nach der Veröffentlichung von Analogue. Zwischendurch arbeiteten die Bandmitglieder auch an eigenen Projekten, was die Produktion des A-ha-Albums verlängerte. Die eigentlichen Aufnahmen dauerten fünf Monate, für a-ha eine relativ geringe Zeitperiode. Das Cover wurde von Martin Kvamme gestaltet, der sowohl an früheren Veröffentlichungen der Band sowie auch teilweise an deren Soloveröffentlichungen beteiligt war. Keyboarder Magne Furuholmen beschreibt das Album als „ein Album, das die Schlüsselelemente, die die Band am Anfang definiert hat, vereinigt: aufsteigender Gesang, Synthesizer-Hooks, schmachtende Texte und melodische Melancholie.“

## Titelliste
1. The Bandstand (Pål Waaktaar-Savoy, Magne Furuholmen) – 4:02
2. Riding the Crest (Pål Waaktaar-Savoy, Magne Furuholmen) – 4:16
3. What There Is (Pål Waaktaar-Savoy, Magne Furuholmen) – 3:43
4. Foot of the Mountain (Pål Waaktaar-Savoy, Magne Furuholmen, Martin Terefe) – 3:57
5. Real Meaning (Pål Waaktaar-Savoy, Magne Furuholmen) – 3:40
6. Shadowside (Pål Waaktaar-Savoy) – 4:55
7. Nothing Is Keeping You Here (Pål Waaktaar-Savoy) – 3:17
8. Mother Nature Goes to Heaven (Pål Waaktaar-Savoy) – 4:08
9. Sunny Mystery (Magne Furuholmen) – 3:30
10. Start the Simulator (Pål Waaktaar-Savoy) – 5:17

## Rezeption
Die Kritiken waren größtenteils positiv. Das Times-Magazin bewertete das Album mit vier von fünf Sternen. The Guardian und The Observer vergaben drei von fünf Punkten. Florian Schade von laut.de bewertete die Singles als „Instant-Ohrwürmer mit Gute-Laune-Garantie“. Fabio de Feo von cdstarts.de bezeichnete das Album als „hervorragende 5-Track-EP, allerdings nur leicht durchschnittliches vollständiges Album, an dem Fans der Band dennoch ihre Freude haben werden.“ Der Sound des Albums wurde häufig mit Coldplay, aber auch mit Bands wie Depeche Mode und Keane verglichen.
Foot of the Mountain ist der Titelsong der seit 2009 laufenden Serie Die Bergretter.

## Kommerzieller Erfolg

### Chartplatzierungen

#### Album
| ChartsChartplatzierungen     | Höchstplatzierung | Wochen |
| ---------------------------- | ----------------- | ------ |
| Deutschland (GfK)            | 1 (39 Wo.)        | 39     |
| Norwegen (IFPI)              | 2 (17 Wo.)        | 17     |
| Österreich (Ö3)              | 11 (11 Wo.)       | 11     |
| Schweiz (IFPI)               | 12 (26 Wo.)       | 26     |
| Vereinigtes Königreich (OCC) | 5 (6 Wo.)         | 6      |

| ChartsJahrescharts (2009) | Platzierung |
| ------------------------- | ----------- |
| Deutschland (GfK)         | 22          |

#### Singles
| Jahr | Titel                       | Höchstplatzierung, Gesamtwochen, AuszeichnungChartplatzierungen (Jahr, Titel, , Platzierungen, Wochen, Auszeichnungen, Anmerkungen) | Höchstplatzierung, Gesamtwochen, AuszeichnungChartplatzierungen (Jahr, Titel, , Platzierungen, Wochen, Auszeichnungen, Anmerkungen) | Höchstplatzierung, Gesamtwochen, AuszeichnungChartplatzierungen (Jahr, Titel, , Platzierungen, Wochen, Auszeichnungen, Anmerkungen) | Höchstplatzierung, Gesamtwochen, AuszeichnungChartplatzierungen (Jahr, Titel, , Platzierungen, Wochen, Auszeichnungen, Anmerkungen) | Höchstplatzierung, Gesamtwochen, AuszeichnungChartplatzierungen (Jahr, Titel, , Platzierungen, Wochen, Auszeichnungen, Anmerkungen) | Anmerkungen                              |
| Jahr | Titel                       | DE | AT | CH | UK | NO | Anmerkungen                              |
| ---- | --------------------------- | --- | --- | --- | --- | --- | ---------------------------------------- |
| 2009 | Foot of the Mountain        | DE3 (20 Wo.)DE | AT28 (14 Wo.)AT | CH33 (20 Wo.)CH | UK66 (3 Wo.)UK | NO8 (14 Wo.)NO | Erstveröffentlichung: 22. Mai 2009       |
| 2009 | Shadowside                  | DE22 (5 Wo.)DE | AT73 (1 Wo.)AT | — | — | — | Erstveröffentlichung: 21. September 2009 |
| 2009 | Nothing Is Keeping You Here | DE65 (4 Wo.)DE | — | — | — | — | Erstveröffentlichung: 16. Oktober 2009   |

### Auszeichnungen für Musikverkäufe
| Land/Region        | Auszeichnungen für Musikverkäufe (Land/Region, Auszeichnung, Verkäufe) | Verkäufe |
| ------------------ | ---------------------------------------------------------------------- | -------- |
| Deutschland (BVMI) | Platin                                                                 | 200.000  |
| Russland (NFPF)    | Platin                                                                 | 20.000   |
| Insgesamt          | 2× Platin ·                                                            | 220.000  |